# Robert le Magnifique (artiste)
Pour l’article homonyme, voir Robert le Magnifique.
Franck Robert, dit Robert le Magnifique, né à Alençon le  10 janvier 1977,  est un musicien français.

## Biographie
Bassiste, mais aussi compositeur électronique, il se lance dans la musique en 1999 et est le premier artiste à signer avec le label Idwet en 2002. Il sort son premier album homonyme en 2002, suivi en 2004 par Kinky Attractive Muse en 2004 et Oh Yeah Baby... en 2008. Il a aussi publié trois albums en collaboration avec d'autres artistes, notamment Hamlet avec Abstract Keal Agram en 2004. On a aussi pu l'écouter dans des albums du duo de hip-hop expérimental Psykick Lyrikah avec ARM ainsi que dans La chair des anges, d'Olivier Mellano.
L'artiste était en pause à partir de 2008, durant laquelle Robert n'a jamais vraiment quitté l'univers de la musique. Il s'est tourné vers la décoration de festival au sein du collectif scénographique Zarmine en tant que constructeur, monteur, régisseur sur les Trans Musicales, Travelling, Les Tombées de la nuit, Art Rock, Les Vieilles Charrues...
C'est aux côtés de Thomas Poli qu'il reprend la composition pour aboutir à un nouvel album en solo, Fuck The Hell Yeah!, sorti en 2016.

## Discographie

### Albums solos
- 2002 : Robert Le Magnifique (Idwet)
- 2004 : Kinky Attractive Muse (Idwet)
- 2008 : Oh Yeah Baby... (Idwet)
- 2016 : Fuck The Hell Yeah!

### Albums collaboratifs
- 2004 : Hamlet (Idwet), avec Abstract Keal Agram
- 2007 : Hamlet Thème & variations (Idwet), avec la compagnie de théâtre L'Unijambiste, dirigée par David Gauchard
- 2007 : 9 Km 450, il réalise le titre Clemenceau[7],[8]
- 2009 : Des couteaux dans les poules (Idwet), avec Olivier Mellano et le Quatuor Debussy
- 2012 : A Midsummer Night's Dream (Idwet), avec Laetitia Shériff et Thomas Poli